# Ispra

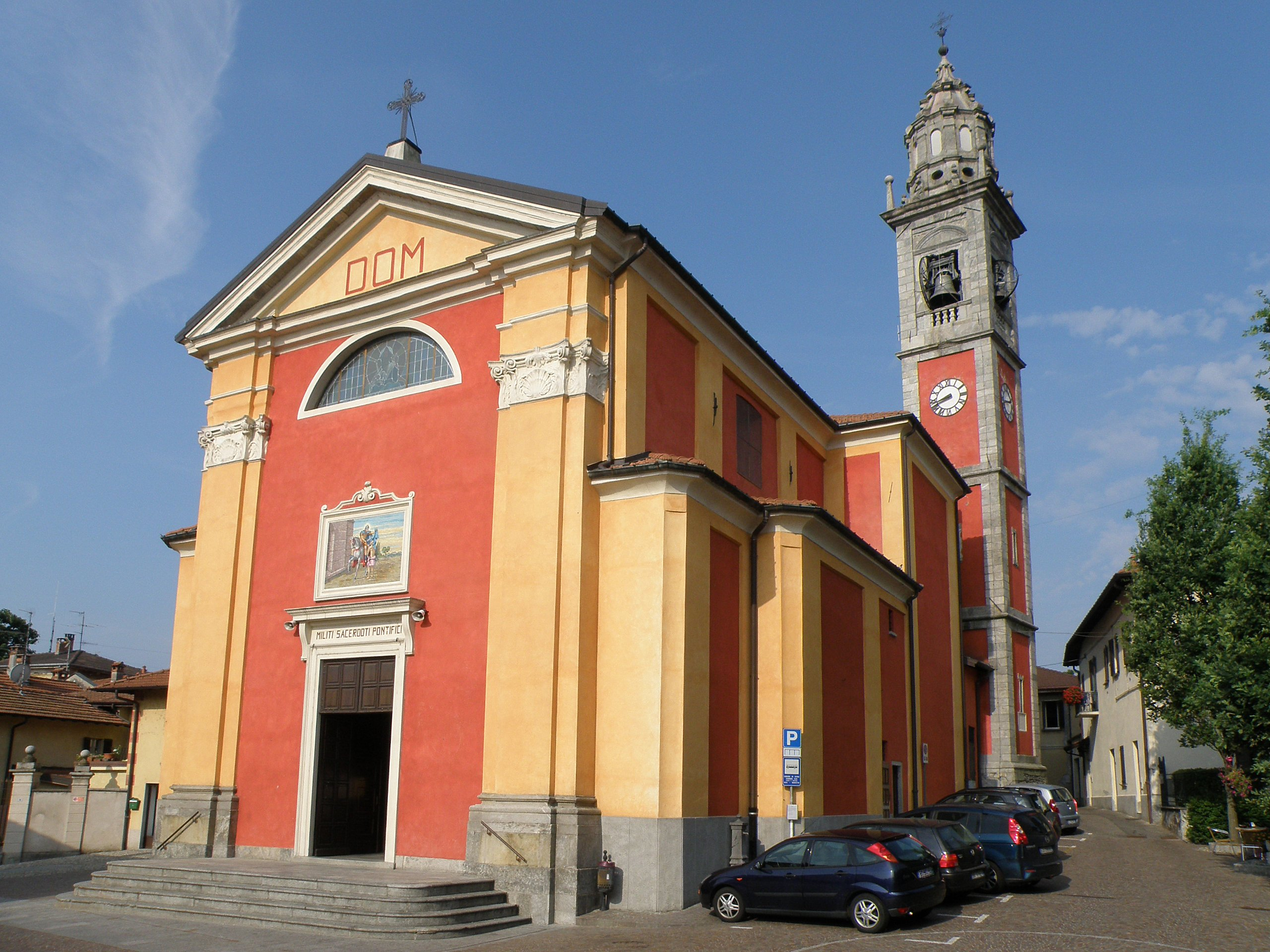
Pfarrkirche San Martino

Ispra ist eine italienische Gemeinde (comune) in der Provinz Varese in der Region Lombardei am südöstlichen Ufer des Lago Maggiore.

## Geographie
Die Gemeinde bedeckte eine Fläche von 15 km². Zu Ispra gehören die Fraktionen Alto Paese, Barza, Borghetto, Cascine, Case Nuove und Quassa. Die Nachbargemeinden sind Angera, Belgirate (VB), Brebbia, Cadrezzate, Lesa (NO), Ranco und Travedona-Monate.
In Ispra befinden sich Einrichtungen der Gemeinsamen Forschungsstelle (GFS) der Europäischen Kommission.

## Geschichte
Das älteste Dokument, das den Namen des Dorfes erwähnt, ist eine Urkunde aus dem Jahr 826 nach Christus, die im Staatsarchiv von Mailand liegt. Seitdem haben viele Dokumente über das Leben in einem Ort von beträchtlicher Größe berichtet. Im 13. Jahrhundert existierten in der Gemeinde sieben Kirchen und Kapellen, und die Adligen von Ispra gehören zu denjenigen, die am meisten zum Bau der nahe gelegenen Einsiedelei Santa Caterina del Sasso bei Leggiuno beitrugen.
Im Jahr 1276 kämpften die Torriani und Anhänger des Erzbischofs Ottone Visconti um die Herrschaft im Staat Mailand. Ein Zeugnis der zivilen und militärischen Ereignisse jener Zeit sind die Ruinen der Burg San Cristoforo auf dem Gipfel des Monte del Prete.
1400 gelangte Ispra als Lehen an die Markgrafen Moriggia von Pallanza und später an die Familie Cadorna, danach ging das Lehen an die Familie Visconti Borromeo über, die ihrerseits von der Familie Litta Visconti Arese abgelöst wurde. 1636 wurde der Ort nach der Schlacht von Tornavento von den französischen Truppen geplündert. Ispra lag lange Zeit an der Grenze, die das Herzogtum Mailand vom Königreich Sardinien trennte, und war während der Zeit der österreichischen Herrschaft Sitz eines Zollstation.
Ende des 19. Jahrhunderts bestanden zehn Unternehmen, die den örtlichen Kalkstein verarbeiteten, und es bildete sich eine Klasse von qualifizierten Arbeitern. Am Ufer des Sees gebaut, bedienten die Öfen die Schiffe, die durch den Sesto Calende und den Naviglio Grande nach Mailand fuhren. Im 20. Jahrhundert ging diese Industrie zurück; der letzte Ofen befand sich in Caldè und wurde 1960 geschlossen.
In der zweiten Hälfte des 20. Jahrhunderts begannen die Arbeiten zum Bau der Euratom, der heutigen Gemeinsamen Forschungsstelle (GFS).

## Bevölkerung
| Bevölkerungsentwicklung | Bevölkerungsentwicklung | Bevölkerungsentwicklung | Bevölkerungsentwicklung | Bevölkerungsentwicklung | Bevölkerungsentwicklung | Bevölkerungsentwicklung | Bevölkerungsentwicklung | Bevölkerungsentwicklung | Bevölkerungsentwicklung | Bevölkerungsentwicklung | Bevölkerungsentwicklung | Bevölkerungsentwicklung | Bevölkerungsentwicklung |
| ----------------------- | ----------------------- | ----------------------- | ----------------------- | ----------------------- | ----------------------- | ----------------------- | ----------------------- | ----------------------- | ----------------------- | ----------------------- | ----------------------- | ----------------------- | ----------------------- |
| Jahr                    | 1751                    | 1805                    | 1809                    | 1853                    | 1861                    | 1881                    | 1901                    | 1921                    | 1951                    | 1971                    | 1991                    | 2001                    | 2021                    |
| Einwohner               | 412                     | 634                     | *1070                   | 1102                    | 1345                    | 1758                    | 2090                    | 2179                    | 2256                    | 3883                    | 4712                    | 4686                    | 5301                    |

- 1809 Fusion mit Barza und Cadrezzate

## Sehenswürdigkeiten
- Der Komplex der Pfarrkirche San Martino besteht aus zwei nebeneinander liegenden Kirchen mit entgegengesetztem Grundriss, die über die Seitenteile der Apsiden miteinander verbunden sind. Das erste, kleinere Gebäude mit Fresken aus dem 17. Jahrhundert hat eine nach Westen, zum Lago Maggiore, ausgerichtete Fassade. Das zweite, aus dem 18. Jahrhundert stammende Gebäude ist zeitgemäßer und für die täglichen Feierlichkeiten bestimmt, mit einer Fassade, die dem ersten gegenüberliegt und zum Platz hin nach Osten ausgerichtet ist. In einer Kapelle hinten den Apsis sind Fresken des Malers Cristoforo Martinolio (1624). Der Glockenturm aus Sandstein stammt aus dem Jahr 1680.
- Gegenüber dem Friedhof befindet sich das Mausoleum von Castelbarco.
- Betkapelle Sant’Anna
- Kirche Castebarco Albani (1865)
- Joint Research Centre (Euratom)
- Villa Castelli mit Park, jetzt Gemeindehaus
- Villa Ranci Ortigiosa dei Conti
- Villa Brivio Sagramoso (19. Jahrhundert)
- Villa Quassa
- Villa Rocchetta (1935)
- Casa Don Guanella, in der Fraktion Barza, beim mittelalterlichen Burgruinen mit (Betkapelle San Cristoforo 13. Jahrhundert) und archäologische Fünde am Gipfel Monte del Prete (311 m ü. M.)
- Denkmal der Gefallenen
- Fünf Öfen sind erhalten geblieben, was ebenso vielen weißen Wunden im Fels der Hügel entspricht: zwei nebeneinander liegende in der Ortschaft Puncia direkt unterhalb des Monte dei Nassi, einer in einem Privathaus in der Ortschaft Fornaci und zwei weit vom See entfernt in der Nähe des Dorfes, wobei der erste zu einer Privatvilla in der Via Monte Dei Nassi gehört und der andere direkt an der Via Monte Dei Nassi steht. Die Kalköfen bestanden aus einem großen kegelstumpfförmigen Tiegel mit einem Durchmesser von bis zu einem dreiviertel Meter und einer Höhe von sechs bis neun Metern, mit dem Kalkauslass auf der einen Seite und dem Eingang zum Holzfeuer auf der gegenüberliegenden, aber höheren Seite. Sie wurden mit speziellen Ziegeln und Steinen gebaut, um das Vorhandensein von feuerfestem Material im Inneren zu gewährleisten und die durch die Verbrennung entstehende Hitze zu halten. Der Rumpf/Kegel des Ofens wurde von oben mit dem Rohmaterial, dem Kalkstein, gefüllt, der in Größen von einigen Zentimetern bis zu mehreren zehn Zentimetern gespalten war.

## Bilder

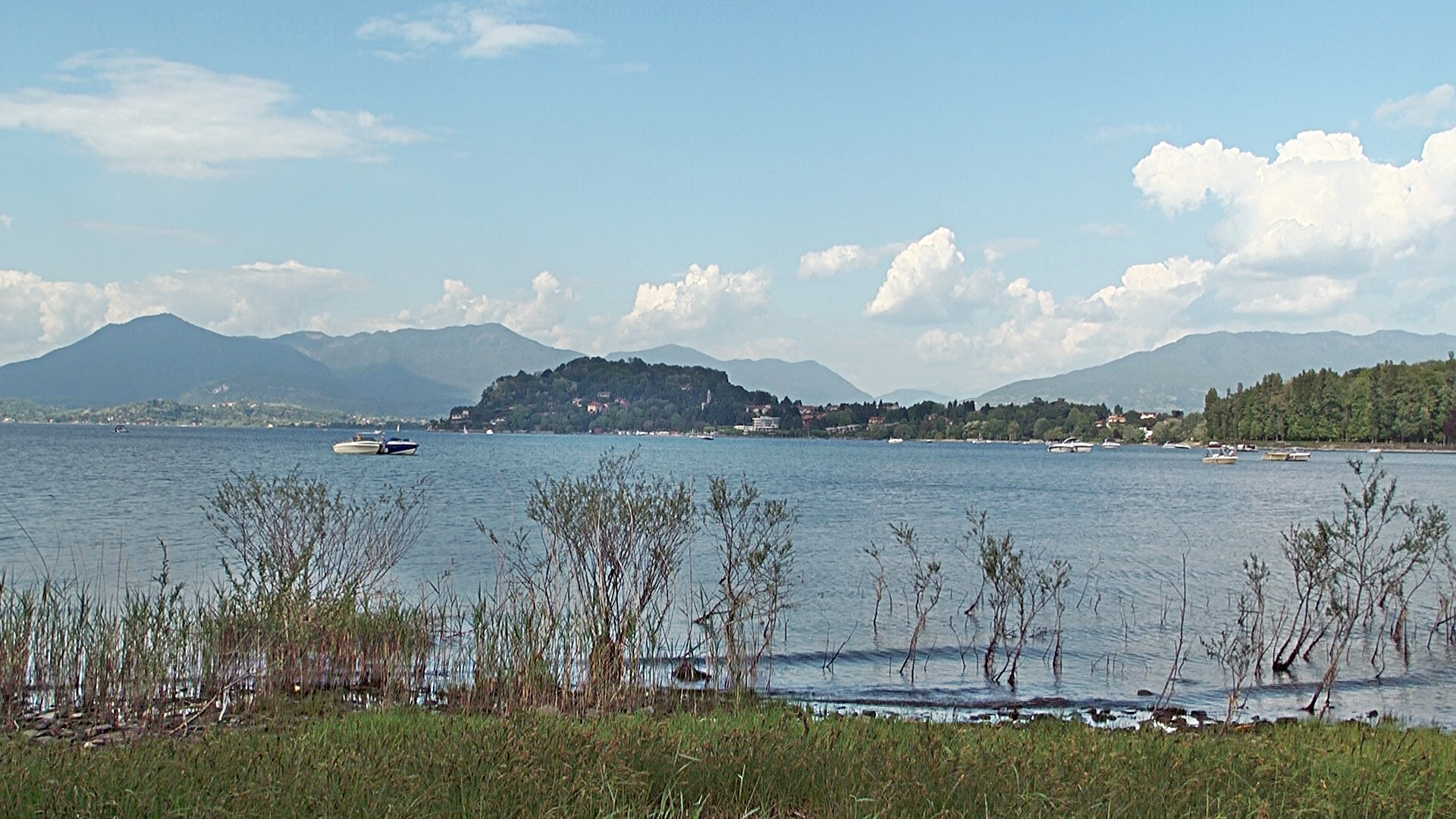
Blick auf den Ort von der Grenze zu Ranco
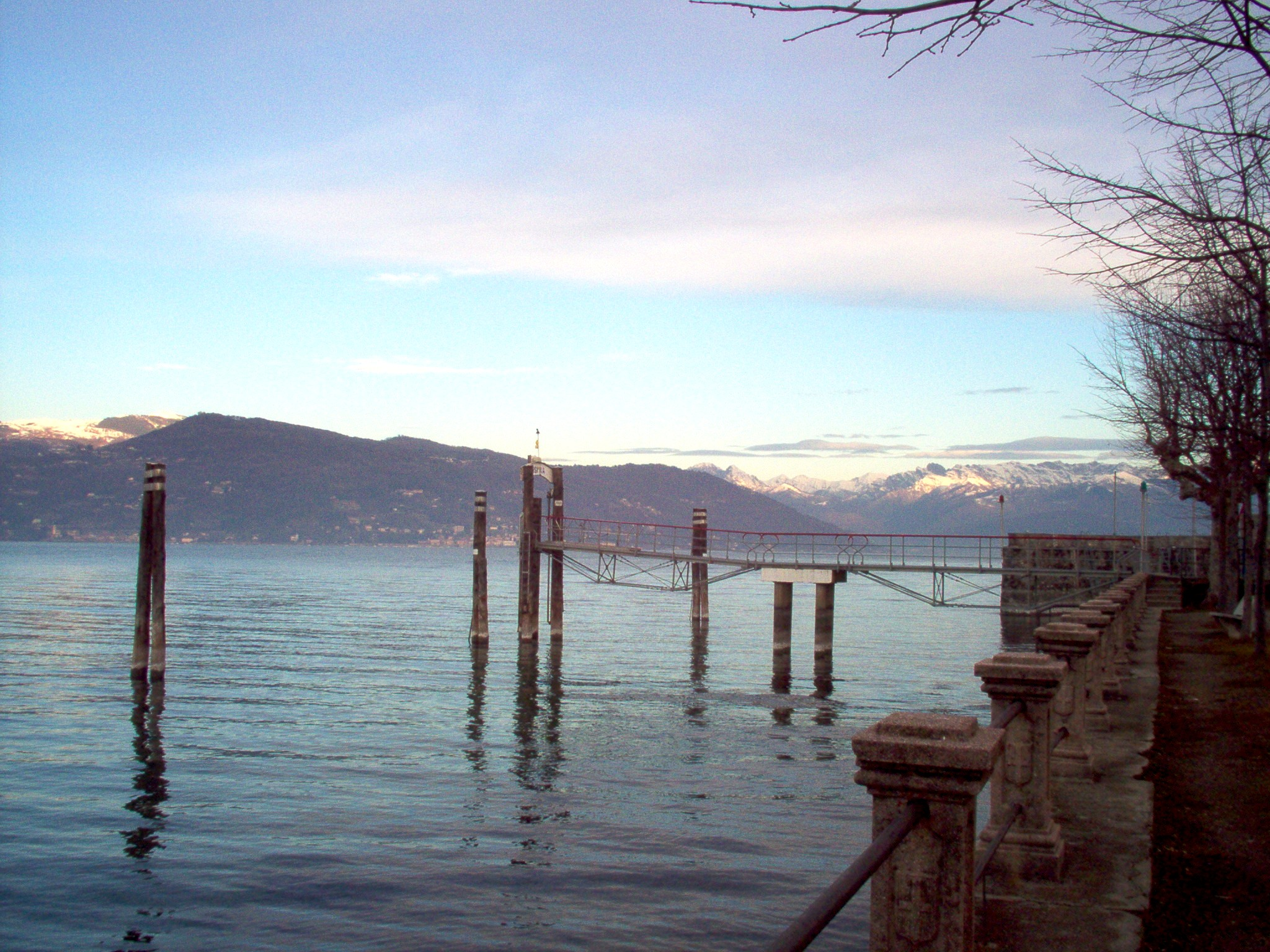
Blick auf den See von Ispra
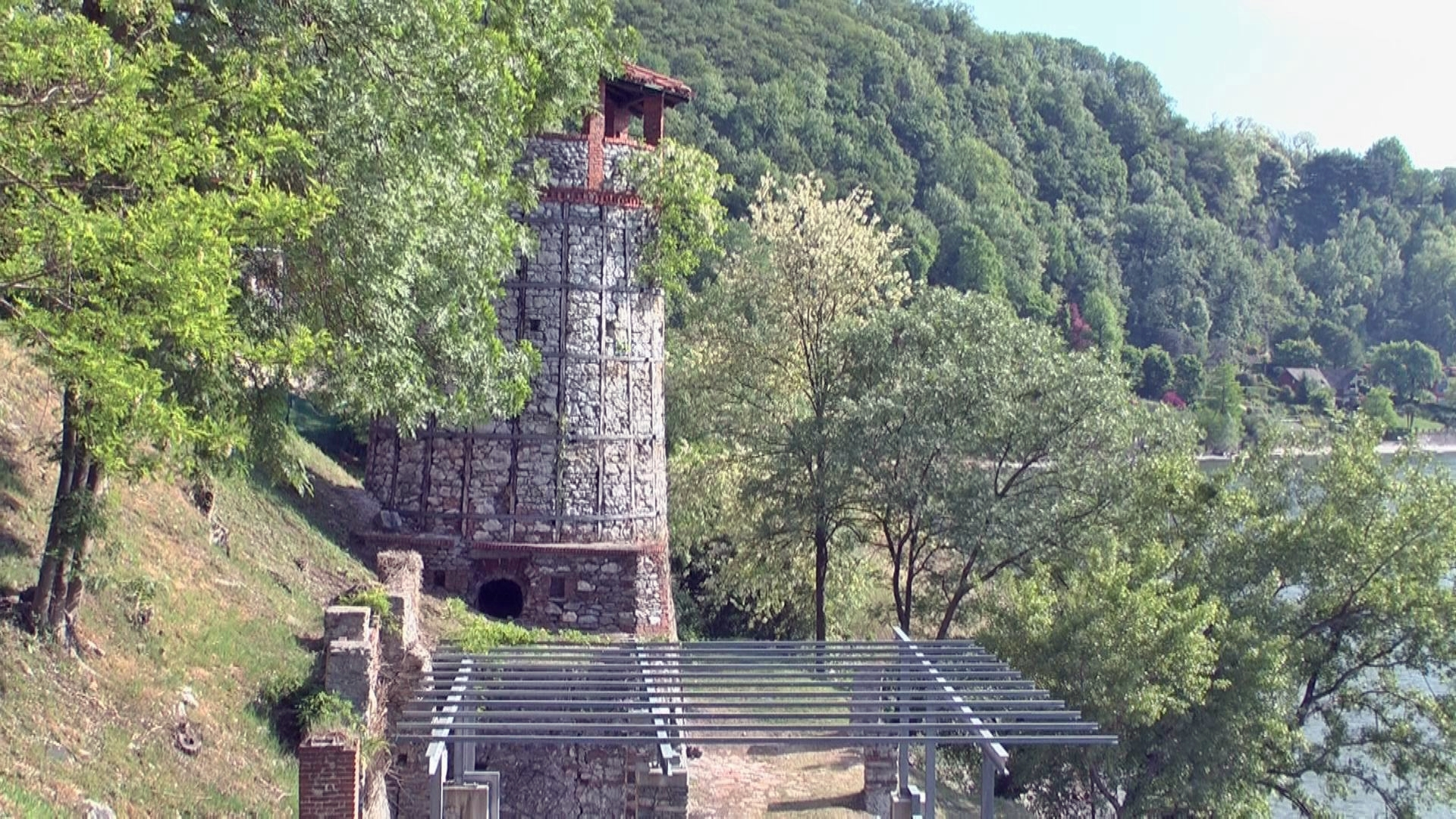
Kalkofen Port del Pinet
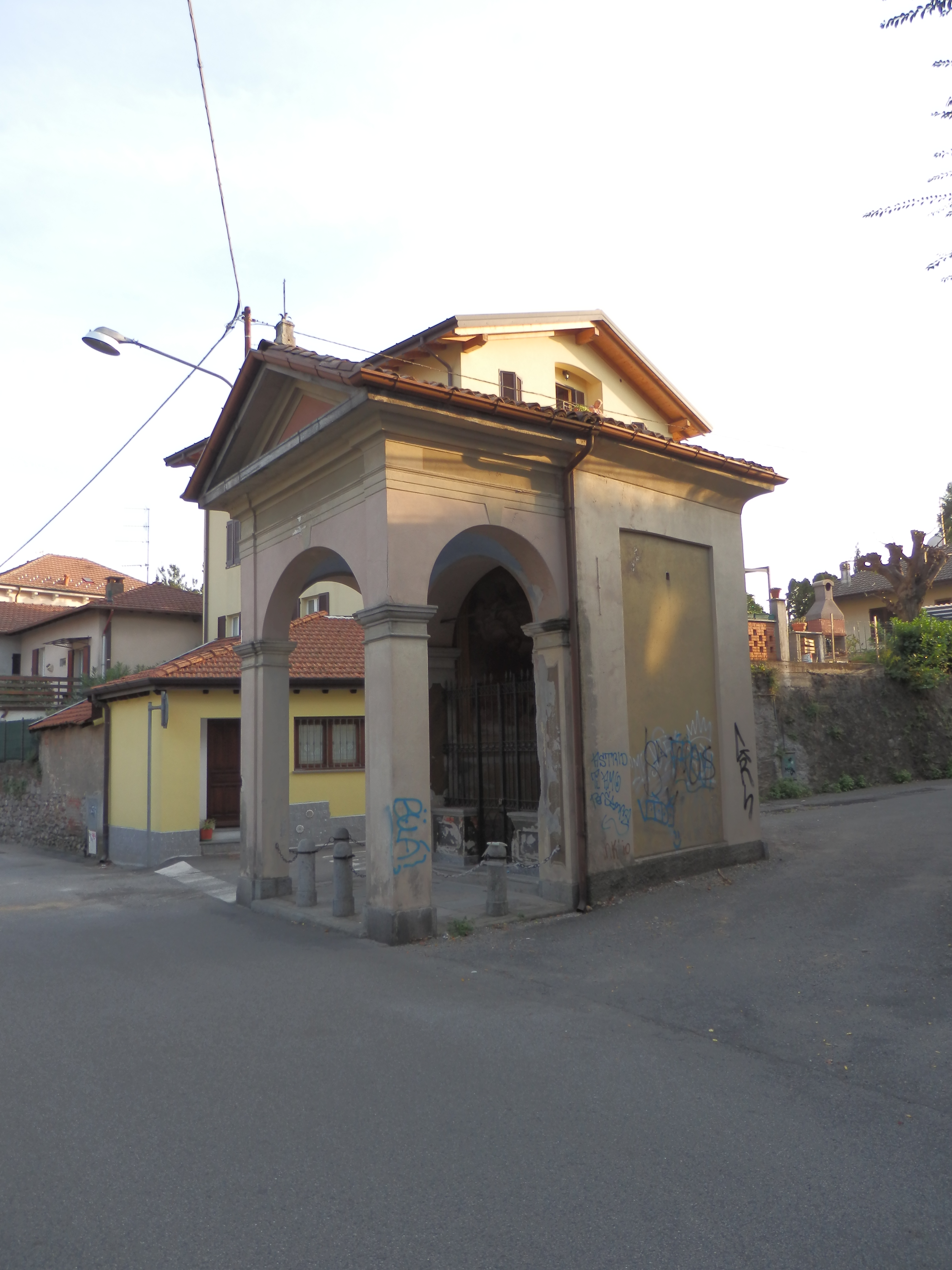
Betkapelle Sant’Anna
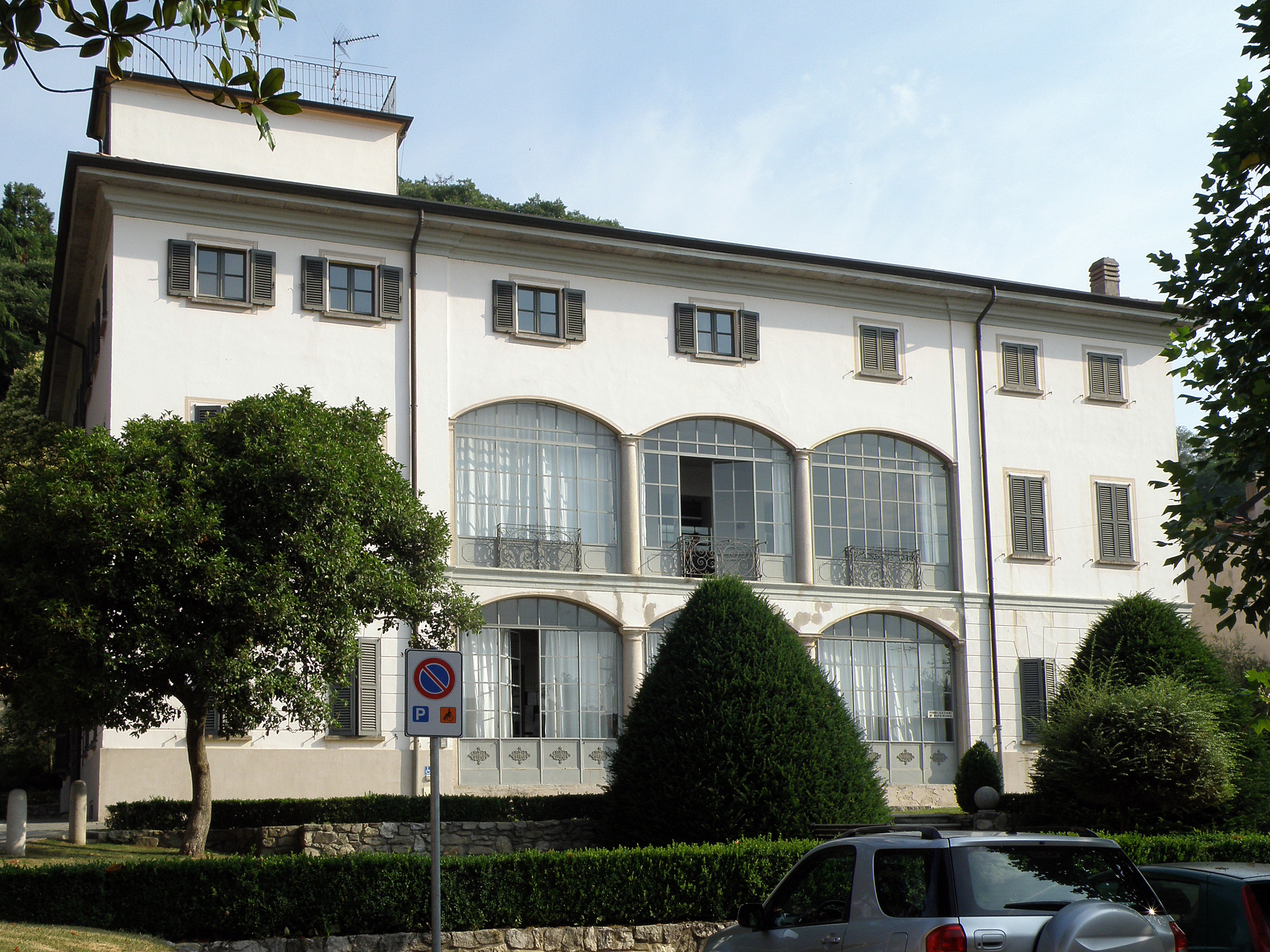
Villa Castelli (Gemeindehaus)
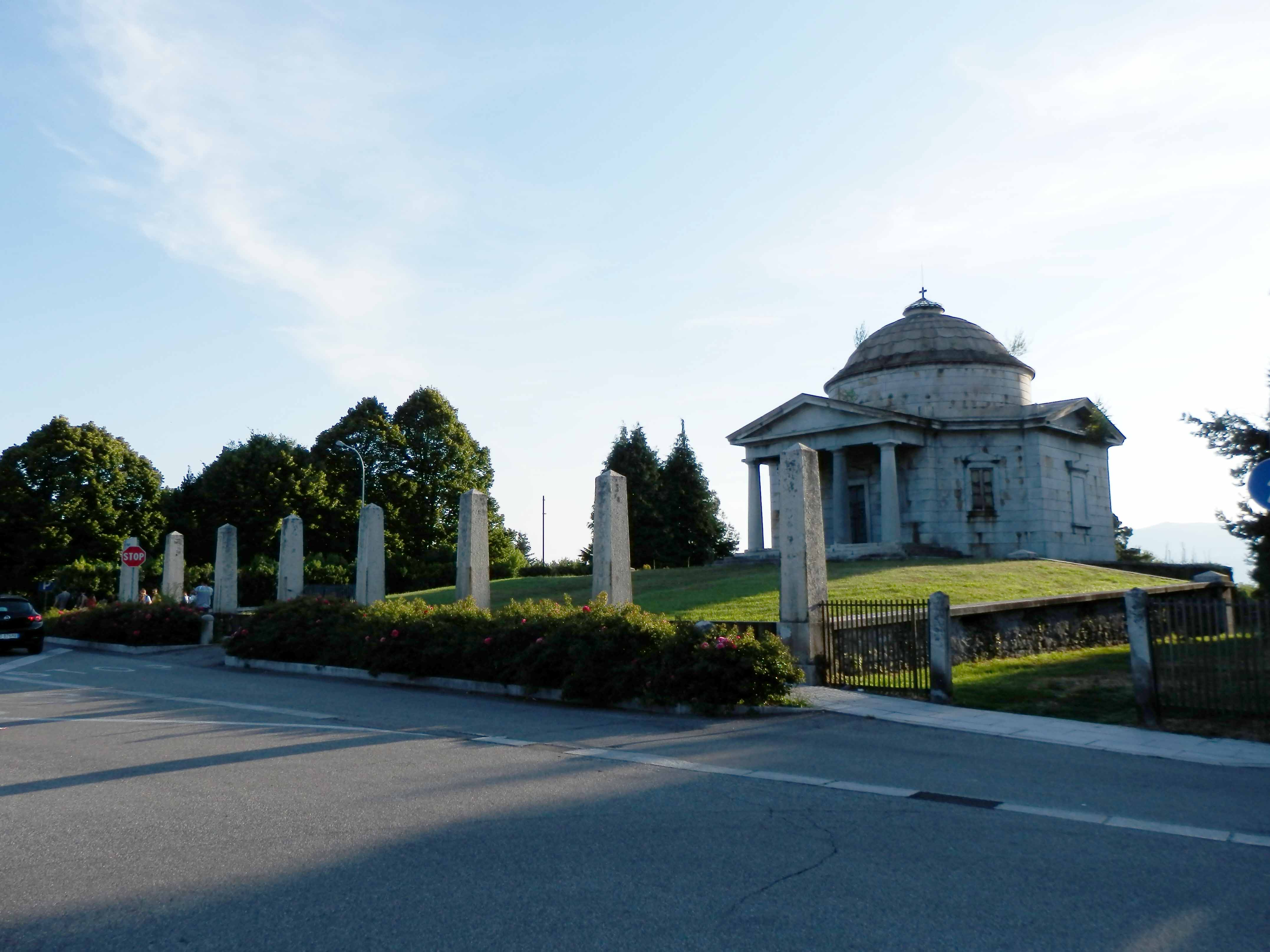
Kirche Castebarco Albani
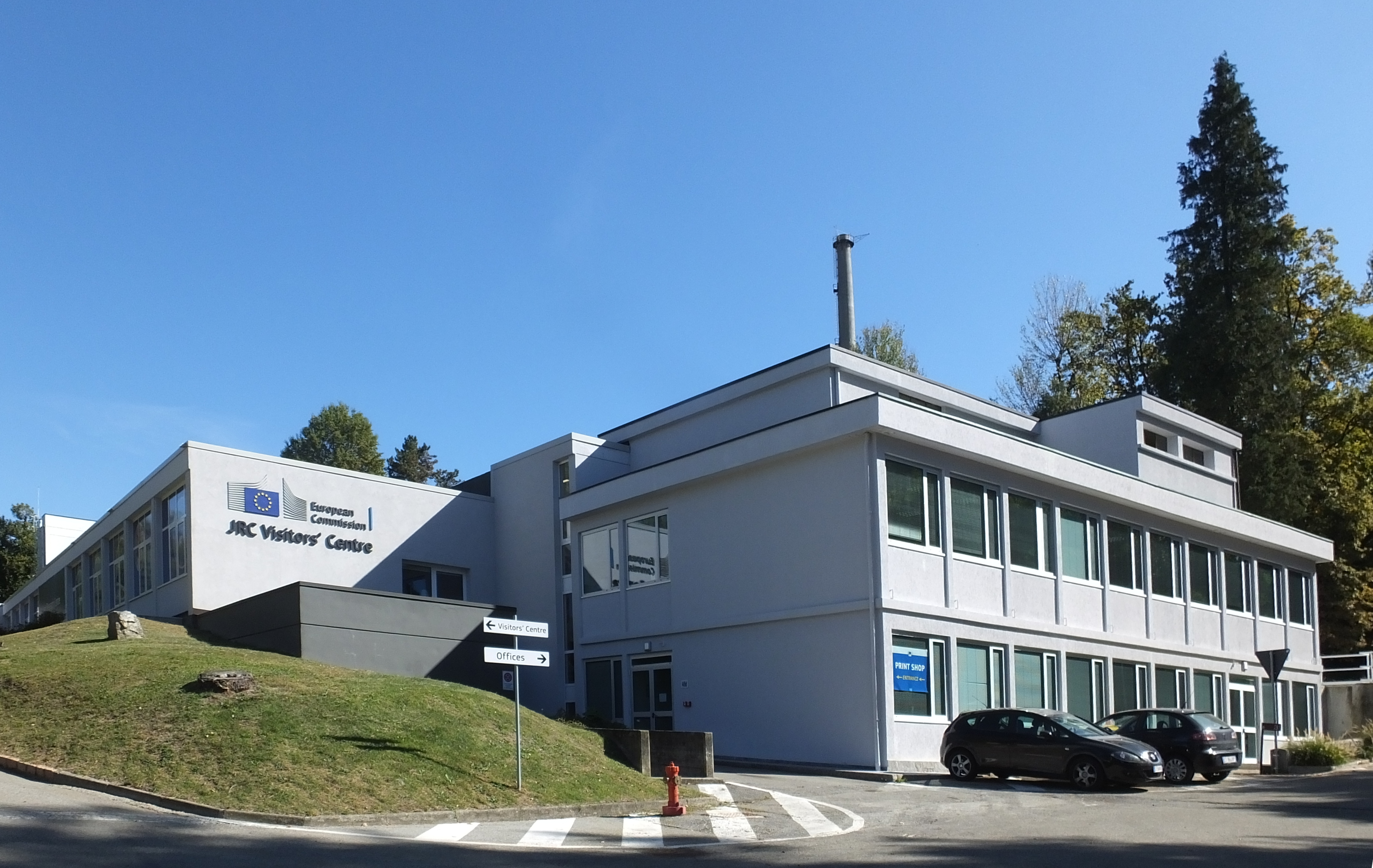
Joint Research Centre, Visitors

## Sport
- Euratom Cricket Club
- AC Ispra calcio
- Pallavolo Ispra
- Circolo della Vela Ispra.